# 横尾幸弘
横尾 幸弘（よこお ゆきひろ、1925年3月31日 - 2009年12月25日）は、戦後の日本ギター界の黎明期にギターを発展させた。日本のクラシック・ギタリスト兼作曲家。171cm、B型。

## 経歴
1925年3月31日、大分県日田市川原町
三隈川河川の町屋の和紙卸商横尾紙店、父東次、母時枝。7人兄弟の三男として生まれた。両親はともに達筆であり町内ポスターなどの制作も手掛けていた。また母方の祖父横尾清は日田郡立工藝學校家具科の教諭であった。
1931年大分県三芳尋常高等小学校へ入学。
1939年中学3年生の時京都の大学へ通う一つ上の兄大助が持ち帰ったギターの影響を受け横尾は独学でギターを学び始める。京城歯科医専（現在のソウル大学）へ主席の成績で入学するもののギターへの思いが強く両親の反対を押し切り中退する。その後間も無く第二次世界大戦が勃発し、満州(満州第九七部隊)へ赴いた。この時上級兵により暴行を受け鼓膜穿孔を負い、生涯左耳の聴力低下と激しい耳鳴りに悩まされた。終戦は横尾が20歳の時であった。横尾は耳鳴りの程度を終始耳元でセミが大声で鳴くようだと言い、戦争を嘆き机を叩きつける姿もあった。
1955年、戦後間も無くギタリストとも交友を深めていき福岡県門司の京本輔矩と共にギターを勉強し両氏ともども東京に移り住む。この時横尾は大分県日田市田島の緒方フミと婚姻した。東京の地で戦後初となるクラシック・ギターコンサートを開演した。
1959年、34歳。代表作品《さくら変奏曲(三変奏)》が完成する。この年アンドレス・セゴビア来日の決定を受け独学でスペイン語の勉強を始め、セゴビア来日の際は通訳を務めた。その後生涯に渡りスペイン語を学び続け、海外ギタリストなどと友好を築いた。アルファベット表記の横尾のサインYuquijiro.Yocohはスペイン語である。
1969年7月31日日本ギタリスト協会が設立される。横尾は第一回から新人賞選考演奏会の審査員を務め、副委員長、常任顧問を20年歴任した。横尾の躍動感ある独特の筆書きを慕われ長きに渡りギターコンクールの壇上の横断幕や表彰状を手がけている。1966年から創刊されたギター日本社による雑誌、ギター日本の表紙を揮毫する。1970年代国賓として台湾に招かれ陳昭貳、張宜雄と出会いそれ以来交友を深めた。またエジプトの歌手でウード奏者ハムザ・エル・ディーンも横尾を慕っていた。自身のギター教室と併せ、東京医科歯科大学、学習院大学、国際商科大学、立教大学、芝浦工業大学などで音楽講師を務めた。
横尾は一音まで抜かり無く作曲活動を行い√（ルート）、ダブルトレモロを開発しギター界に大きな影響を与えた。√、ダブルトレモロはさくら変奏曲の発表により広まり、これにより幅広く高度な演奏が可能となった。
日本で最も有名なギタールシアーのひとり横尾俊介は甥。

## 人物
物理学に興味があり、植物や昆虫などの自然観察や化学や宇宙、国語など何事にも研究熱心であり図鑑や辞典を好んで愛読した。また古い骨董や道具を好み、"他人から見たらガラクタだが私にとっては宝だ"と言い物を永く大切に使用した。
第二次世界大戦で満州戦地へ赴き、 生涯左耳の聴力を半分以上失い激しい耳鳴りに悩まされた。 戦争とはいかに甲斐のないものなのか、敵も味方も生まれ故郷を思いながら戦うことに強い憤りと虚しさを覚え、この経験がのちの音楽活動に大きく影響した。戦後の音楽活動のひとつに世界各国の童謡など、それぞれの国民にとって馴染みのある曲をクラシックギターに編曲している。1990年から1991年にかけての世界旅行の旅路で演奏している。
横尾は奏法理論について"難しく聴こえる曲より、簡単に聴こえる曲の方が難しい"と述べ、多くの練習曲や作品を手掛けてギターの楽しさを広めていった。全てにおいて納得のいく音を見つけるまでは決して妥協することがなかった。運指までにもおよぶ繊細さを表現した多くの練習曲と奏者が飽きることなく楽しく学べるためのこだわりと横尾の人柄の優しさが表れている。その一方で横尾自身の奏法や作品はこだわりがあり、プロギタリストでも難しいと賞賛されるほどであった。また独奏曲はもとより、二重奏・三重奏曲はさすが横尾氏と誰もが感じる作風であり、かつて出版された二重奏・三重奏曲集は再版されるほどの人気であったが、これらの出版物は国際出版社の廃業より入手できなくなった。
横尾は度々ギターコンクールや音楽コンサートで袴姿で表れている。白い着物に濃紺の袴姿。鼻の下に太く黒々と生やしたカイゼル髭。まるで大正ロマンを髣鼎とさせた近寄り辛い風貌であったが、細かいことには拘らずとぼけたような冗談話と酒と煙草を好んだ。飾らぬ人柄は多くの人を惹きつけ、国内外の音楽家と長きに渡り交友を深めた。

## さくら
最も有名な作品、さくら変奏曲、さくらによる主題と変奏曲、さくらの主題による変奏曲である。日本の古い歌曲さくらさくらの編曲を3種類手がけている。1959年に初版「さくら変奏曲」を発表した。多数の奏法により繊細な情緒を際立たせる旋律は発表とともに国内外でたちまち演奏、録音されるようになった。

## 編曲
- 愛の歌
  - 原曲Bardenklange, Op. 13: Liebeslied (Love Song)（Johann Kaspar Mertz)

- 青い鳥
  - 原曲pájaro azul(Bluebird)（スペイン語曲）

- 朝つゆちらして（ハンガリー民謡）
- アチャパチャノチャ
  - 原曲Acha pacha nocha  （ラップランド民謡）

- 雨（フランス民謡）
- アビニヨンの橋で
  - 原曲Sur le Pont d'Avignon（フランス曲）

- アヴェ・マリア
  - 原曲Ave Maria（ジャック・アルカデルト）
  - 原曲Ave Maria（二重奏）（ジャック・アルカデルト）

- アニーローリー
  - 原曲Annie Laurie(Lady John Douglas Alicia Scott=アリシア・スコット:1810 - 1900)
  - 原曲Annie Laurie（二重奏）(Lady John Douglas Alicia Scott=アリシア・スコット；1810 - 1900)

- アラ・ポラッカ
  - Alla polacca（二重奏）(C.P.E.Bach)

- アリア（二重奏）d.scarlatti
- 主人は冷たい土の中に(S.Foster)
- アレグロ
  - 原曲Allegro(C.P.E.Bach)
  - 原曲Allegro(C.P.E.Bach)（二重奏）

- アンチェインド・メロディ(Alex North)（時枝東次）
- アレマンデ(Fernando Ferandiere)
- アレマンデ(Jean-Racine Meissonnier)
- アレマンデ(J.H.Schein)
- アーユースリーピングAire France's
- アンダンデ(A.Vivaldi)
- アンダンテ（二重奏)(A.Vivaldi)
- イギリスの踊り(イギリス民謡)
- 五つのドイツ舞曲（三重奏）(L.V.Beethoven)
- 一週間(ロシア曲)
- イッツ・ア・スモールワールド(Robert B.Scherman)
- 田舎の踊り(A.Diabelli)
- 祈り(Converse Charles Crozat)
- 犬(文部省唱歌)
- Intormo all idol mio（二重奏）(M.A.Cesti)
- ウテルのグミの木（二重奏）(ロジーキン)
- エチュード(F.Sor)
- エストレリータ(Manuel.M.Ponce)
- エストゥディオOp.60 No.22(F.Sor)
- エンメタールうるわし(スイス曲)
- オズのワルツ第1番（三重奏）(小津邦夫)
- 牡牛のメヌエット(ハイドン)
- 大きくゆれて(ドイツ民謡)
- お猿と鏡(チェコ民謡)
- お誕生日おめでとう(アメリカ曲)
- 乙女の祈り(T.Badarczewska)
- おもちゃの兵隊の行進(Leon Jessel)
- おもちゃの兵隊の行進（二重奏）(Leon Jessel)
- 想い出の小みち(イギリス民謡)
- 踊りの輪(ロシア民謡)
- 踊ろう楽しいポーレチケ(ポーランド民謡)
- オールドブラックジョー(S.Foster)
- オースザンナ(S.Foster)
- オーストラリアのポルカ(オーストラリア民謡)
- オリエンタル（三重奏）(Cui Cesar Antonowitsch)
- オリーブの首飾り（二重奏）(C.Morgan)
- お山のしりとり歌(ドイツ民謡)
- おやすみ(ボヘミヤ民謡)
- 終わりのないオルゴール(熊田為宏)
- 帰れソレントへ(Ernesto De Curtis)
- 帰らざる河(時枝東次)
- かすみか雲か（文部省唱歌）
- 輝ける君が窓は早や暗し(ナポリ民謡)
- 風にひるがえる帽子の飾り紐（二重奏）(F.Couperin)
- 狩人の合唱(C.F.Weber)
- 蛙の合唱(ドイツ民謡)
- カッコー(ドイツ民謡)
- カタツムリ(杉山長谷夫)
- カナリアの踊り(Joseph Joachim)
- 枯葉(J.Kosma)
- カチュウシャ(M.Blantel)
- カンシオン・デ・マルセリノ（二重奏）(Pablo Sororabel)
- 乾杯の歌(G.F.F.Verdi)
- カナリオス(Gaspar Sanz)
- ガートの変奏（猫の変奏）(Cassinelli)
- 郭公鳥（二重奏）(Louis Claude Dagin)
- カンティガ(Alfonso El Savio)
- ガボット(C.Graupner)
- ガボット(J.P.Rameau)
- ガボット(C.W.Gluck)
- ガボット（二重奏)(J.S.Bach)
- 雁(C.F.Weber)
- きよしこの夜(F.Gruber)
- きらきら星(フランス民謡)
- 北の踊り(チェコスロバキア民謡)
- 帰省(南ドイツ民謡)
- 気のいいあひる(ボヘミア民謡)
- 禁じられた遊び(Narciso Yepes)（時枝東次）
- キャンプの唄(セルビア民謡)
- 今日の日はさようなら(金子詔一)
- 協奏的変奏曲35（二重奏）(M.Giuliani)
- 狐とにわとりの歌(スイス民謡)
- きざ者の踊り(F.Ferandiere)
- Giga（二重奏）(D.Cimarosa)
- 組曲イ長調(Ernst Gorrlieb Baron)
- 組曲イ短調アリア(J.A.Logy)
- 組曲ニ短調(Robert de Visee)
- 組曲二短調(Silvius Leopoldus Weiss)
- 黒い瞳の(ロシア民謡)
- クーランテ（二重奏）(J.B.Loeillet)
- クレイン・ファンタジア（二重奏）(G.P.Telemann)
- 紅いサラファン(A.Warlamoff)
- 苦悩（二重奏）(Josti)
- Grave op.6 No.1 (A.Vivaldi)
- ケルト人の子守唄(スコットランド民謡)
- ケルト族の夢と踊り(スコットランド民謡)
- 煙が目にしみる（二重奏）(J.Kern)
- 月光の曲（二重奏）(L.V.Beethoven)
- 荒城の月(滝廉太郎)
- 孤独(J.F.Agricoll)
- 声をそろえて(ドイツ民謡)
- 故郷を離るる歌(ドイツ民謡)
- 小鳥のような(アメリカ民謡)
- コザックの子守唄(ロシア民謡)
- 粉屋(作曲者不詳)
- 粉雪けって(ハンガリー民謡)
- この橋の上で(チェコスロバキア民謡)
- 子守唄(ドイツ民謡)
- こねこ(イギリス民謡)
- こねこの病気(キューバ民謡)
- 五月の夢(フランス民謡)
- ゴッドファーザー／愛のテーマ（二重奏）(Nino Rota)
- サラサ(Tagle Iara enjamin)
- 3度の練習(Fortea)
- 賛美歌501(Phlip Paul Bliss)
- 三重奏曲ニ長調　Op.12(Philippo Gragnani)
- 三重奏曲ニ長調 Op.71 No3(Mauro Giuliani)
- 三重奏曲ニ長調 Op.26(Anton Diabelli)
- Sandunga（二重奏）(メキシコ民謡)
- 囚人のうた(ロシア民謡)
- 収穫の踊り(W.A.Mozart)
- 霜の朝(イギリス民謡)
- ジグリー(B.Mokroussov)
- Seek ye First(Karen lafferty)
- シャコンヌ(H.Putcell)
- ジャニー・ギター（二重奏）(V.Young)（時枝東次）
- 過ぎし日のミロンガ(A.Fleury)
- スケルツィーノ・メヒカーノ(M.Ponce)
- スコットランドの踊り(F.A.Schulz)
- スワニー河(S.Foster)
- 西瓜の名産地(アメリカ童謡)
- ステンカラーシン(ロシア民謡)
- 聖歌521(Beveily Shea)
- セレソ ローサ(Louigy Leonardi)（時枝東次）
- セレナーデ(F.Schubert)
- セレナーデ　ニ長調（二重奏）(A.Diabelli)
- セレナーデ　No.6(Mozart Johann Georg Leopold)
- セレナーデ　No.6 239（三重奏）(W.A.Mozart)
- 僧院の庭(ボヘミア民謡)
- ソナタ　イ短調（二重奏）(D.Cimarosa)
- ソナタ　L.343（二重奏）( D.Scarlatti)
- ソナタ　D.84（二重奏）(D.Scarlatti)
- ソナタ　L.8（二重奏）(D.Scarlatti)
- ソナタ　L.188（二重奏）(D.Scarlatti)
- ソナタ　OP13(L.Van.Beethoven)
- ソナタ　イ短調ロンゴ93(D.Scarlatti)
- ソナタ　イ長調（二重奏）(D.Cimarosa)
- ソナタ　ニ短調（二重奏）(D.Cimarosa)
- ソナタ　ニ長調(M.Albeniz)
- ソナタ　ニ短調（二重奏）J.C.F.Bach
- ソナタ　ニ短調．ロンゴ211番(D.Scarlatti)
- ソナタ　ホ短調（二重奏）(D.Cimarosa)
- ソナタ　ホ長調（二重奏）(D.Cimarosa)
- ソナチネ(N.Paganini)
- ソナチネ(アットウッド)
- ソナチネ(J.G.L.Mozart)
- 第一歩（二重奏）(F.Sor)
- 第三の男(Anton Karas)（時枝東次）
- 太陽賛歌(インカ民謡)
- 第1メヌエット（二重奏）(J.S.Bach)
- 第2メヌエット（二重奏）(J.S.Bach)
- 第3メヌエット（二重奏）(J.S.Bach)
- 第4メヌエット（二重奏）(J.S.Bach)
- 高らかに(アメリカ民謡)
- 楽しいギター(Ayu Yocoh)
- 楽しき人生(Folk Song)
- 楽しき農夫（二重奏）(Folk Song)
- ダンス・オブ・スワン（四重奏）(P.I.Tchaikowsky)
- 小さな噺（二重奏）(S.Prokofieff)
- チェコスロバキアの子守唄(チェコスロバキア曲)
- チューリップ(井上武士)
- 調和の霊感OP.3～8（イ短調）(Vivaldi Antonio Lucio)
- ちょうちょう(スペイン民謡)
- チロルの射手(チロル民謡)
- 月夜(フランス民謡)
- つかれしひとびと(イギリス民謡)
- デビィク クロケットの唄(アメリカ民謡)（時枝東次）
- デュオ　一番（二重奏）(F.Sor)
- デュオ　二番（二重奏）(F.Sor)
- デュオ　三番（二重奏）(F.Sor)
- 田園風3つのギターの為のコンチェルトOP.51-4（三重奏）(A.Vavaldi)
- 田園小舞曲（三重奏）(J.S.Bach)
- 田園小舞曲メドレー(J.S.Bach)
- 田園OP.51-4(A.Vivaldi)
- ドイツの子守唄(ドイツ民謡)
- どうしたのかしら(イギリス民謡)
- 遠いカッコウ(ドイツ民謡)
- 扉をあけて(スペイン民謡)
- ドナウ河の漣（三重奏）(イバノビッチ)
- ト長調のワルツ(G.a.Lossini)
- トラウメライ(R.Schumann)
- トロイカ(ロシア民謡)
- Trio in D Major（三重奏)(J.G.L.Mozart)
- 夏の想い出に(A.Renard)
- 夏の山(グァテマラ民謡)
- 懐かしきケンタッキーの我が家(S.Foster)
- 嘆きのセレナータ(E.Toselli)
- 7つの小品(テュルク)
- 波路はるかに(キューバ民謡)
- 汝がとも(ハンガリー民謡)
- No.15（二重奏）(D.Scarlatti)
- ニ長調のブーレ（二重奏）(J.S.Bach)
- にわとり　BWV963（三重奏）(J.S.Bach)
- 猫踏んじゃった(作者不詳)
- 眠りの精(ドイツ民謡)
- 野ばら(H.Werner)
- ノクターン(F.Chopin)
- 白鳥の踊り(P.Tchaikowsky)
- 橋の上で(フランス童謡)
- はさみとぎ(イタリア民謡)
- はだしのボレロ(Mario　Nascimbene)（時枝東寺）
- 花や(外国曲)
- パストラル（牧場のうた）(Poissl)
- パスピエ（二重奏）(J.S.Bach)
- 埴生の宿(H.R.Bichop)
- ハラベ・タパティオ（三重奏）(メキシカンダンス曲)
- 春（二重奏）(W.F.Bach)
- 春が来た(岡野貞一)
- 春のうた(J.Tomson)
- 春の海（三重奏）(宮城道雄)
- 春の小川(文部省唱歌)
- 春の日の花と輝く(アイルランド民謡)
- 春への憧れ(W.A.Mozart)
- 浜辺の歌(成田為三)
- 浜辺の歌（二重奏）(成田為三)
- ハンプティダンプティ(イギリス童謡)
- パダムパダム(N.Glanzberg)
- パトロール(シュルツ)
- バラ咲き出でぬ(M.Praetorius)
- パリのお嬢さん（シャンソン）(Paul Durand)
- パガニーニの奇想曲「狩」(N.Paganini)
- 濱千鳥（二重奏）(弘田瀧太郎)
- バレー(J.F.Fuhrman)
- Aleluya(作者不詳)
- Valse(J.Brahms)
- 羊飼いの娘(フランス民謡)
- 人の気も知らないで(G.Zoka)
- ひのまる(文部省唱歌)
- 昼と夜(エリオット)
- ビダリータ(アルゼンチン民謡)
- ピクニック(イギリス民謡)
- ビバ・ラ・カンパニー(フランス曲)
- HIM No.122（二重奏）(イギリス民謡)
- ファンタジア(Alonso Mudarra)
- ファンタジア（二重奏）(G.P.telemann)
- 2つのレントラー(M.Giuliani)
- 2つの北欧の踊り(チェコスロバキア民謡)
- 2つのリゴードン（二重奏）(J.P.Rameau)
- 二つのメヌエット（二重奏）(J.P.Rameau)
- 二つのメヌエット（四重奏）(J.S.Rach)
- 二人の友（二重奏）(F.Sor)
- 古いフランスのうた(Chajkovskij Petr)
- フィリピンの子守唄(フィリピン民謡)
- フィンランディア(シベリウス)
- プレリュード(J.S.Bach)
- プレリュード組曲14番より(G.F.Handel)
- フレンチセレナーデOP.12　No.3（二重奏）(E.Grieg)
- 冬去りて(スイス民謡)
- ぶんぶんぶん(ドイツ民謡)
- フーガ（二重奏）(J.S.Bach)
- ブーレ（二重奏）(J.S.Bach)
- ベサメ・ムーチョ（二重奏）　(C.Velazquezu)
- ヘブライの魔術師(作者不詳)
- 星の世界(C.C.Comverse)
- 慕情（二重奏）(S.Fain)
- ほととぎす(W.T.Wrighton)
- ポブレシト・ミ・シガロ（二重奏）(A.Yupangui)
- ホッペタ赤いな(Ayu.Yocoh)
- ホルディリディア(スイス民謡)
- ボヘミアンポルカ(Z.K.Mertz)
- マイ・オールド・ケンタッキーホーム(S.Foster)
- マギー若き日の歌(A.Butterfierd)
- マドリガル(A.Simonetti)
- マリオ(Oscar Rosati)
- マリアの子守唄（二重奏）(S.Kaiser)
- マリアの子守唄（三重奏）(S.Kaiser)
- マルタ(Oscar Rosati)
- マーチ（二重奏）(J.S.Bach)
- 三つのギターの為のコンツェルト ホ長調OP.3-12（三重奏）(Antonio Vivaldi)
- 三つのギターの為のコンツェルト ハ長調OP.47-2（三重奏）(Antonio Vivaldi)
- 三つのギターの為のコンツェルト 調和の霊感（三重奏）(Antonio Vivaldi)
- 三つのギターの為のコンツェルト OP3-9（三重奏）(Antonio Vivaldi)
- 三つのギターの為のソナチネ ニ長調（三重奏）(W.A.Mozart)
- 三つのギターの為のセレナーデNo.6 K.239（三重奏）(W.A.Mozart)
- みち(ブラジル民謡)
- 魅惑のワルツ（二重奏）(F.D.Marchetti)
- 麦打ち歌(ドイツ民謡)
- 六つのドイツ舞曲（三重奏）(W.A.Mozart)
- ムーン・リバー（二重奏）(H.Mancini)
- メヌエット(J.Kaieger)
- メヌエット（二重奏）(J.S.Bach)
- メヌエットin A (Adam Falckhagen)
- メヌエット(C.W.Von glack)
- メリーちゃんの子やぎ(イギリス童謡)
- もう起きましょう(フランス民謡)
- モーツァルトの子守歌(W.A.Mozart)
- 桃太郎(日本古謡)
- 夜光虫の歌(ボヘミヤ民謡)
- 闇路(W.T.Wrighton)
- 山の音楽家(ドイツ民謡)
- 楊柳(呂 昭弦)
- 夕べ雲やくる(W.J.Kirkpatrik)
- 夕暮れOP.65　No.2（二重奏）(S.Prokofieff)
- ゆなの木の子守唄(徳之島民謡)
- 夢見る人(S.C.Foster)
- ユポイ(英国ボーイスカウト歌)
- よき日を迎えておめでとう(Ayu.Yocoh)
- 四つの舞曲(作者不詳)
- 四羽の白鳥の踊り(P.Tchaikowsky)
- ヨハン大公のヨーデル（二重奏）(オーストラリア民謡)
- 夜汽車(ドイツ民謡)
- ラ・カロリーヌ（二重奏）(C.P.E.Bach)
- ラ・ノビア（二重奏）(J.Prielo)
- Las hajas muertas(J.kosma)
- 旅愁(Ordway)
- 旅情(時枝東次)
- 練習曲(Bayel)
- ロマンス(J.K.Mertz)
- ロマンス（二重奏)(J.Kosma)
- ロマンサ（三重奏）(W.A.Mozart)
- ロンド(H.Purcell)
- ロンド（二重奏）(C.P.E.Bach)
- ロンド（三重奏）(F.Carulli)
- ロンドン橋(イギリス童謡)
- ロンドンデリーの歌(アイルランド民謡)
- ワルツ(Meisonnier)
- ワルツ（二重奏）(L.Von Beethoven)
- ワルツ作品39-15(J.Brahms)
- ワルツOP.12 No.2(Edvarg grieg)

## 作曲
- アルプスのうた
- お年玉
- おばあちゃんのおはなし
- おるすばんのうた
- 鐘
- 川辺での幻想
- カルリを偲んで
- きらきら星変奏曲
- 北のうれい
- ギャロップ
- 木陰のまどろみ
- Cradle Song
- 五月のうた
- さくらの主題による変奏曲
- 3弦のカンパネラ
- 10度の練習
- 沈み橋
- 上手に漕いでね
- スラーの練習
- ソナチネ
- 対位的練習1
- 夏がきた
- 新座の皆さんの為の練習曲
- 虹
- 虹の彼方
- ニ長調の練習曲
- パガニーニの主題による変奏曲
- 8度の練習
- 埴生の宿による主題と変奏
- 母に捧ぐるソネチネ（二重奏）
- 反進行
- 藤の花
- 2つのレントラー
- 古いアイルランドの歌
- 古いオルゴールの歌
- フィンランドの歌
- ブランテルの子守唄
- ホ短調の練習曲
- ホ長調の練習曲
- まっかな夕日
- 水に映える陽
- 緑の中で
- みんな揃ってによる主題と変奏
- 無言歌
- 無詞歌
- やすらかに
- 山の朝
- 夢のソナチネ
- ライム・ライト
- 山のカッコウ
- レントラー
- ロ短調の練習曲
- ロシアの歌
- われもこう
- No.35
- No.41
- No.43　三声・四声の曲
- No.45
- No.49
- No.80　カノン
- No.81
- No.87
- No.134 ロ短調
- No.137
- No.140 八度の練習
- No.141 十度の練習
- No.143
- No.145
- No.146
- No.148
- No.150
- No.167
- No.176
- No.180
- No.181
- No.204
- No.205
- No.206
- No.208
- No.212　エチュード
- No.233
- No.238